# 7.01 (航空機)
 7.01 (Изделие 7.01)
- 用途：戦闘機
- 設計者： ミコヤーン・グレーヴィチ設計局
- 製造者：

7.01は、ソ連のミコヤン設計局が計画した迎撃戦闘機である。MiG-7.01、MiG-70.1、MiG-701とも。計画のみで、実機の製作はされなかった。

## 概要

### MDP計画
1980年代にソ連は第5世代戦闘機計画としてMFI計画とLFI計画をスタートさせるが、
その一方で第5世代迎撃機計画 (MDP) というのがあった。ミコヤンがそれに合わせて開発した7.01は、MFI計画で開発した1.44似のカナード付きデルタ翼で、Tu-22の派生型Tu-106のように胴体後方上部に双発のエンジンを1つのナセルに納めた形状をしていた。しかし1990年代に入ってソ連経済が悪化して開発は下火となり、更にソビエト連邦の崩壊の打撃を受けて1993年に開発中止となった。

### その後
MDP計画以降の次世代迎撃機計画としてMiG-41の開発計画が存在するが、2028年からの配備を予定しており、ロシア空軍はその繋ぎをMiG-31性能向上型で2026年頃まで対応するとした。

## 派生型
- 7.01P

超音速ビジネスジェット型。コックピットはタンデムではなく並列複座に変更されている。1993年以降も研究は続けられたと言われているが、現在では行われていない様子。

## スペック (計画値)
- 全長：30m
- 全幅：19m
- 最大離陸重量:65,000kg
- 最大速度：2,300~2,500km/h
- 航続距離：7,000~11,000km
- エンジン：ターボファンエンジン 2基
- 武装：KS-172（英語版）